# Ella Shelton
Ella Shelton (Ingersoll, 19 de janeiro de 1998) é uma jogadora de hóquei no gelo canadense.
Tendo competido no nível da NCAA com o programa de hóquei no gelo feminino do Clarkson Golden Knights, ela atuou como capitã de equipe em seu último ano. Em 11 de janeiro de 2022, Shelton foi convocada para a seleção do Canadá nos Jogos Olímpicos de Inverno de 2022, que conquistou a medalha de ouro.